# Ochrobryum sessile
Ochrobryum sessile là một loài rêu trong họ Dicranaceae. Loài này được B.H. Allen mô tả khoa học đầu tiên năm 1992.